# 0143
0143 è il prefisso telefonico del distretto di Novi Ligure, appartenente al compartimento di Torino.
Il distretto comprende la parte sud-orientale della provincia di Alessandria. Confina con i distretti di Alessandria (0131) a nord, di Piacenza (0523) a est, di Genova (010) a sud e di Acqui Terme (0144) a ovest.

## Aree locali e comuni
Il distretto di Novi Ligure comprende 45 comuni compresi nelle 2 aree locali di Novi Ligure e Ovada (ex settori di Ovada, Rocchetta Ligure e Serravalle Scrivia). I comuni compresi nel distretto sono: Albera Ligure, Arquata Scrivia, Basaluzzo, Belforte Monferrato, Borghetto di Borbera, Bosio, Cabella Ligure, Cantalupo Ligure, Capriata d'Orba, Carpeneto, Carrega Ligure, Carrosio, Casaleggio Boiro, Cassano Spinola, Cassinelle, Castelletto d'Orba, Cremolino, Francavilla Bisio, Fresonara, Gavazzana, Gavi, Grondona, Lerma, Molare, Mongiardino Ligure, Montaldeo, Montaldo Bormida, Mornese, Novi Ligure, Ovada, Parodi Ligure, Pasturana, Pozzolo Formigaro, Rocca Grimalda, Roccaforte Ligure, Rocchetta Ligure, San Cristoforo, Sardigliano, Serravalle Scrivia, Silvano d'Orba, Stazzano, Tagliolo Monferrato, Tassarolo, Trisobbio e Vignole Borbera .